# Opéra royal de Stockholm
L’opéra royal de Stockholm (en suédois Kungliga Operan) est un opéra situé au centre de Stockholm, en Suède.

## Historique

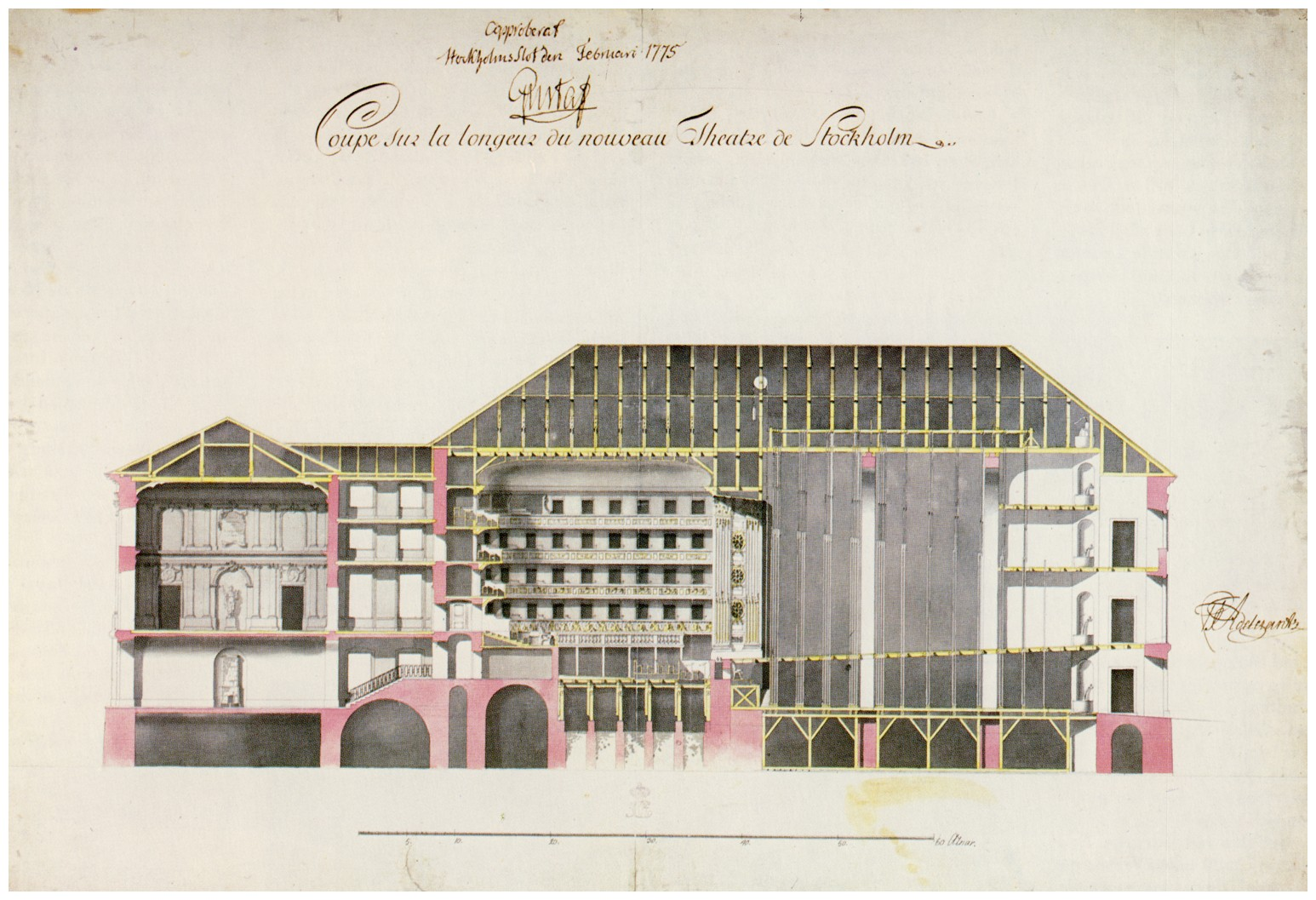
Coupe longitudinale de l'ancien opéra royal (1775).

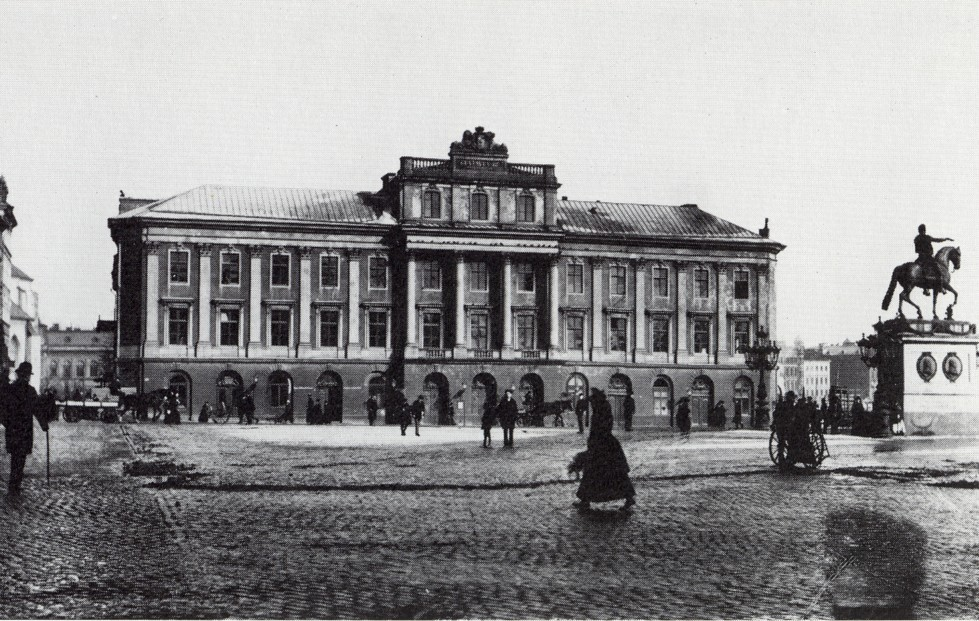
L'ancien opéra royal de Stockholm vers 1880.

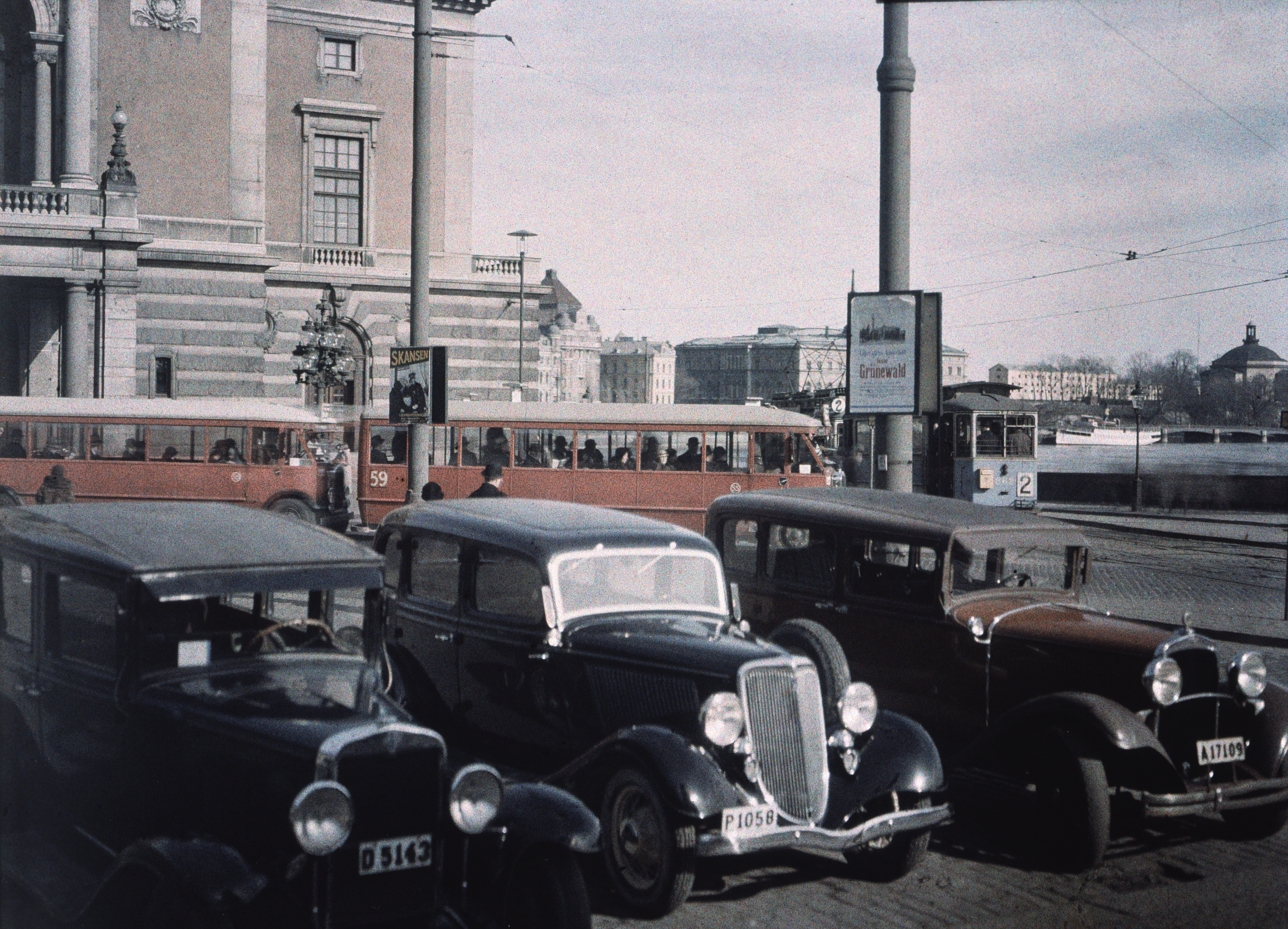
Kungliga Operan (1934)

### L'ancien opéra royal
Sa première troupe fut fondée par le roi Gustave III de Suède, avec l'Académie royale suédoise de musique et la première représentation, Thétis et Phélée avec Carl Stenborg et Elisabeth Olin, donnée le 18 janvier 1773; ce fut le premier opéra de langue maternelle joué en Suède.
Le premier opéra a été inauguré en 1780, et a été utilisé pendant un siècle avant d'être remplacé à la fin du XIXe siècle. Le nom de ces deux bâtiments a beaucoup varié au cours de l'histoire. Les deux maisons sont officiellement appelées "Opéra royal", mais les termes "Opéra gustavien" et "Opéra oscarien", ou "ancien" et "nouvel" Opéra sont utilisés lorsqu'une distinction est nécessaire.

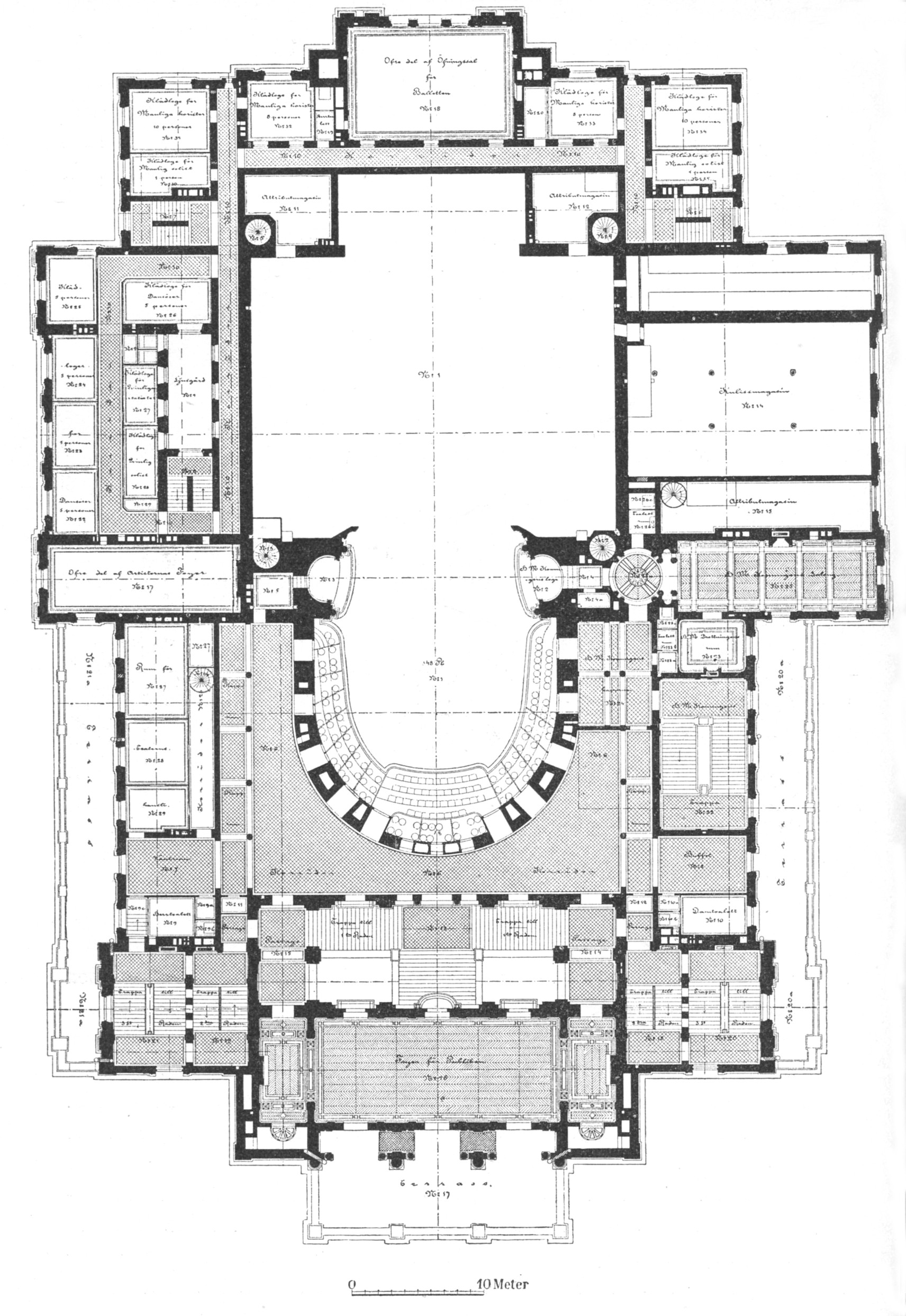
Plan architectural de l'opéra royal actuel par Axel Anderberg (1890).

L'ancien opéra, fut commandé par Gustave III en 1775 et achevé en 1782. Il est l'œuvre de l'architecte Carl Fredrik Adelcrantz. Le roi était à cette époque un mécène adepte du despotisme éclairé. Il y a paradoxalement rencontré son destin ; c'est en effet en ce lieu que Jacob Johan Anckarström lui a tiré dessus, entraînant sa mort dans les jours qui ont suivi, en 1792. Ces événements ont inspiré l'opéra de Verdi Un ballo in maschera.
Il a été démoli en 1892 et remplacé par un nouveau bâtiment conçu par Axel Johan Anderberg et inauguré par le roi Oscar II de Suède en 1899.

### L'opéra royal actuel: Opéra d'Oscara,Operan

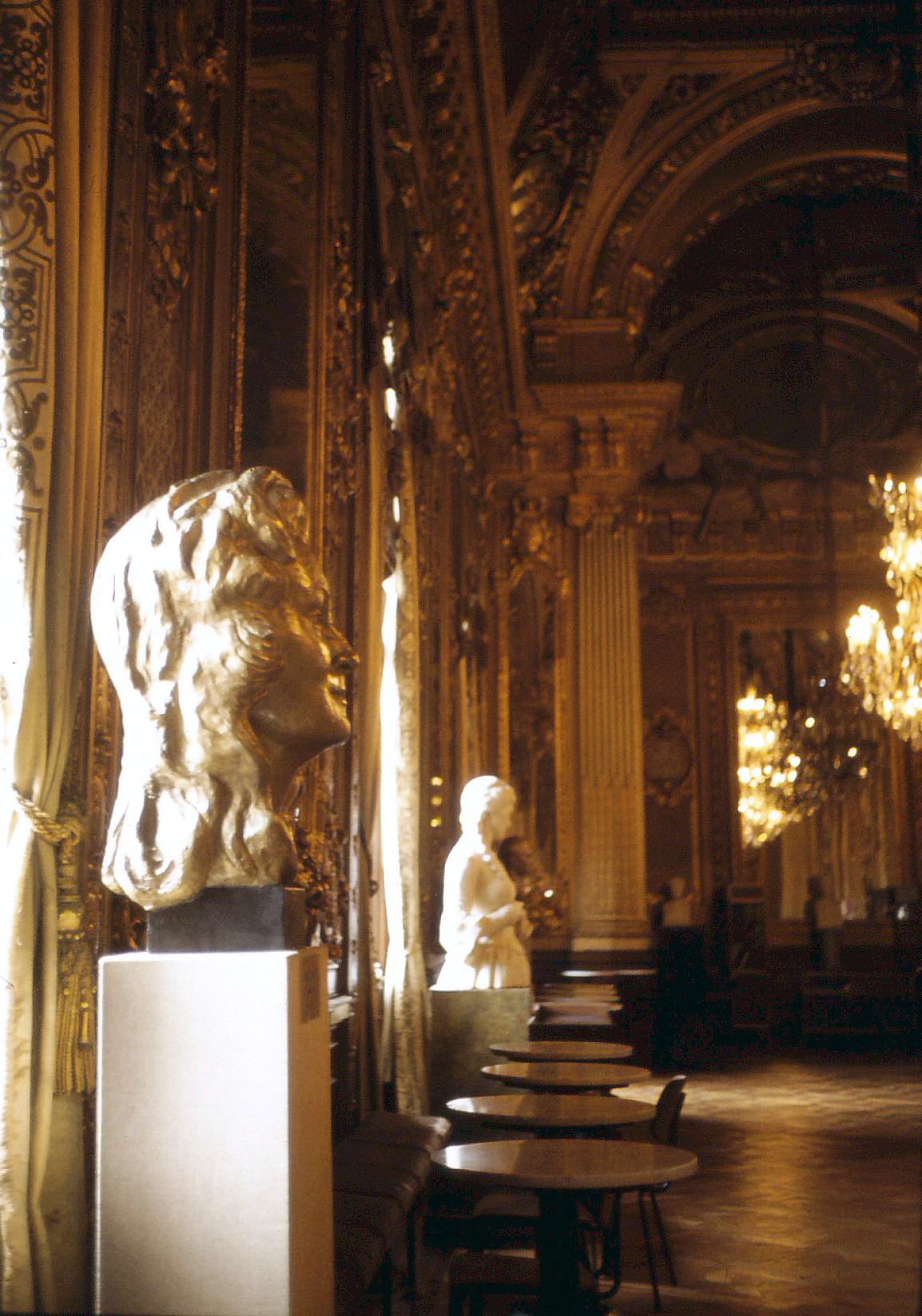
Operans Guldfoajén : La salle dorée (avec un buste de la chanteuse suédoise Birgit Nilsson) de l'Opéra royal de Suède.

L'ancien opéra a été démoli en 1892 pour faire place à la construction d'un nouvel opéra dessiné par Axel Johan Anderberg (en), qui a été achevé sept ans plus tard et inauguré par le roi Oscar II avec une production d'un opéra suédois (cette tradition ayant été assez bien établie au cours du XIXe siècle), l' Estrella de Soria (en) de Franz Berwald.

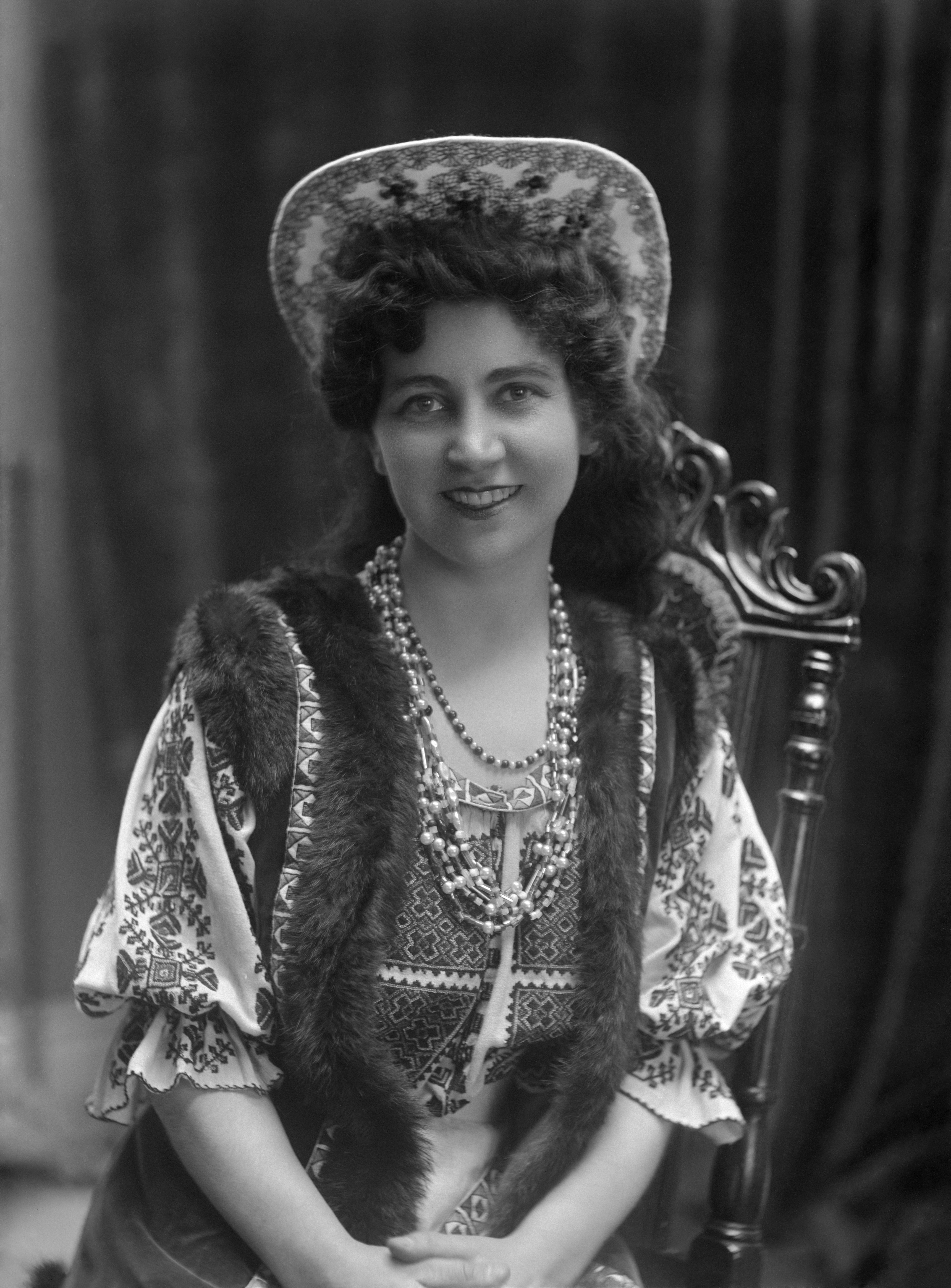
Lilly Walleni, mezzo-soprano dans Daria, de Georges Marty (compositeur), à l'Opéra royal de Stockholm, en 1907.

La nouvelle maison portait les lettres " Kungl. Teatern ", littéralement " Théâtre royal " (ce qui a amené le Théâtre dramatique royal, fondé plus tard, à ajouter la distinction " dramatique " à son nom). Aujourd'hui, le bâtiment s'appelle simplement "Operan" ("l'Opéra"), écrit en lettres dorées au-dessus de l'arche centrale de la façade avant. C'est un majestueux bâtiment néoclassique avec un magnifique foyer doré (Guldfoajén) et un élégant grand escalier en marbre menant à un auditorium à trois niveaux, un peu plus petit que l'ancien théâtre. Il peut actuellement accueillir 1 200 personnes. La plupart des productions sont désormais chantées dans la langue originale (avec des sous-titres en suédois), et quelques-unes seulement en suédois.
La famille royale suédoise du roi Carl XVI Gustaf réserve la loge royale, située au premier niveau de l'auditorium, au-dessus de la fosse d'orchestre.

## Ensembles, artistes et direction artistique

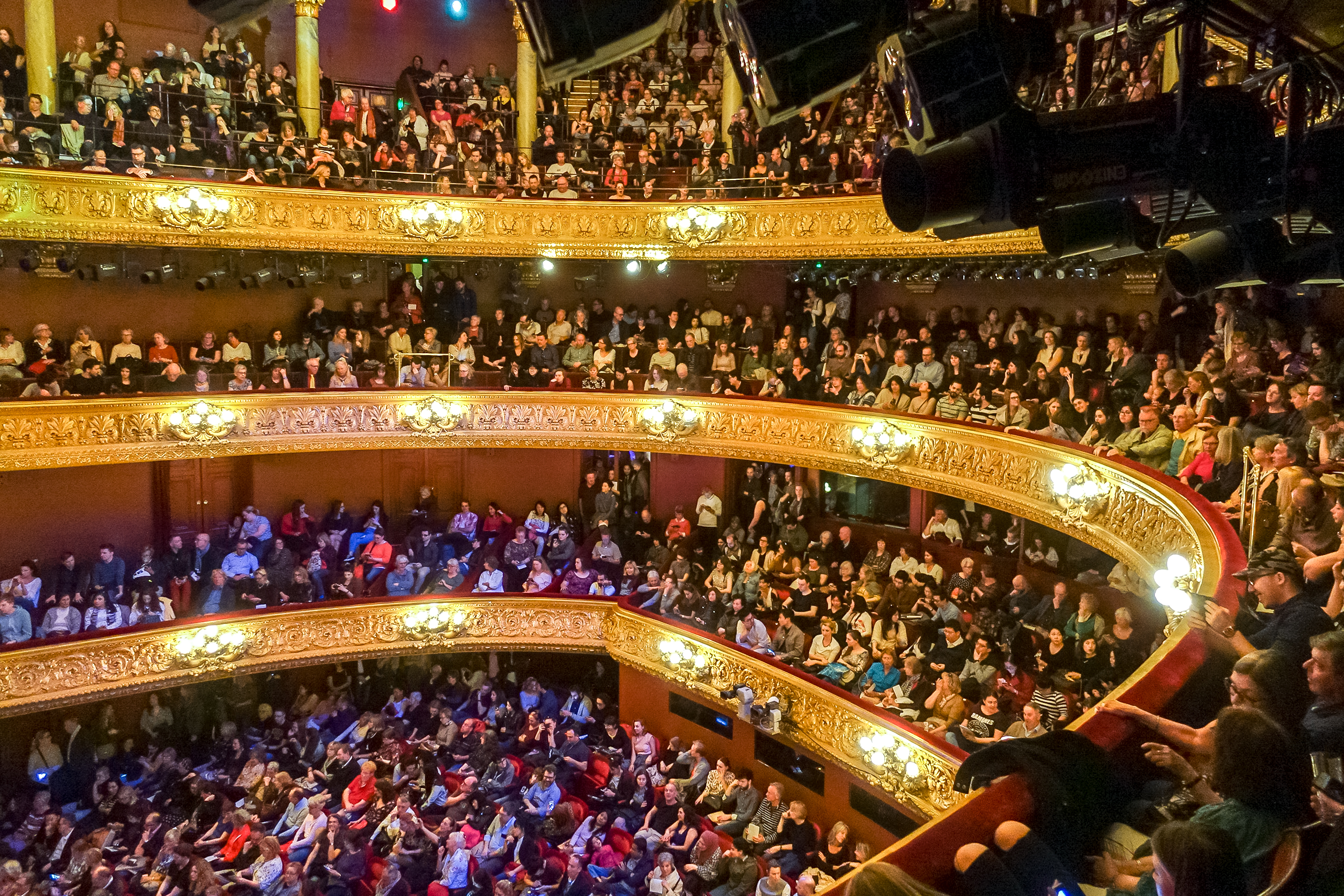
L’opéra royal de Stockholm en 2018.

Parmi les chanteurs célèbres qui ont fait partie de l'ensemble de l'opéra figurent Jussi Björling, Gösta Winbergh, Nicolai Gedda, Peter Mattei, Jenny Lind, Birgit Nilsson, Elisabeth Söderström, Fritz Arlberg, Anne Sofie von Otter, Katarina Dalayman et Nina Stemme.
L'orchestre de l'Opéra royal de Suède, "Kungliga Hovkapellet", remonte à 1526. Les comptes de la maison royale de 1526 mentionnent douze musiciens, dont des musiciens à vent et un timbalier, mais pas de joueurs de cordes. L'Orchestre royal de Suède est donc l'un des plus anciens orchestres d'Europe.
Armas Järnefelt fait partie de l'équipe musicale à partir de 1905 et devient chef d'orchestre entre 1923-1933 et 1938-1946,. Le Ballet royal suédois, Kungliga Baletten, a été fondé par Gustave III de Suède en 1773.
L'actuel directeur général de l'Opéra royal de Suède est la mezzo-soprano suédoise, Birgitta Svendén. Elle est actuellement sous contrat à ce poste jusqu'en 2022. En novembre 2020, la compagnie a annoncé la nomination de Michael Cavanagh comme prochain directeur artistique, à compter de l'été 2021, avec un contrat initial de 5 ans. Le dernier chef d'orchestre de la compagnie était Lawrence Renes, qui a occupé ce poste depuis 2012 jusqu'en 2017. En janvier 2020, l'Opéra royal de Suède a annoncé la nomination de Alan Gilbert comme prochain directeur musical, à compter du printemps 2021. Gilbert avait été le premier chef invité de la compagnie en 2012.